# Muskátdiófélék
A muskátdiófélék (Myristicaceae) a liliomfa-virágúak (Magnoliales) rendjének egyik családja.

## Tudnivalók
A család képviselőit valamennyi kontinens trópusi éghajlatú területei megtalálhatjuk. Virágzatba tömörülő apró virágaik egyivarúak, a növények egy-vagy kétlakiak, a virágtagok körökbe rendeződnek. Egymagvú magházuk egyetlen termőlevélből alakul ki.
Legismertebb fajuk a Maluku-szigetekről származó és a trópusokon mindenhol termesztett szerecsendió (Myristica fragrans). Magköpenyüktől megfosztott és megszárított magvait, az úgynevezett muskátdió, vörös magköpenyét muskátvirág (avagy macisz) néven fűszerként árulják, és süteményeket, húsokat, leveseket és likőröket ízesítenek vele. Nagy olajtartalmú magfehérjéjéből muskátvajat állítanak elő. Mivel olaja kábítószer hatású miriszticint tartalmaz, már egy fél dió elfogyasztása halálos lehet.

## Rendszerezés
A családba az alábbi 21 élő nemzetség és 1 fosszilis nemzetség tartozik:
- Bicuiba J.J.de Wilde
- Brochoneura Warb.
- Cephalosphaera Warb.
- Coelocaryon Warb.
- Compsoneura (DC.) Warb.
- Doyleanthus Sauquet
- Endocomia W.J.de Wilde
- Gymnacranthera (A.DC.) Warb.
- Haematodendron Capuron
- Horsfieldia Willd.
- Iryanthera (A.DC.) Warb.
- Knema Lour.
- Mauloutchia Warb.
- Myristica Gronov. - típusnemzetség
- †Myristicacarpum - kora eocén; Dél-Anglia
- Osteophloeum Warb.
- Otoba H.Karst.
- Paramyristica W.J.de Wilde
- Pycnanthus Warb.
- Scyphocephalium Warb.
- Staudtia Warb.
- Virola Aubl.